# Magdalenen-Inseln
Die Magdalenen-Inseln (frz. Îles de la Madeleine, engl. Magdalen Islands) sind eine kanadische Inselgruppe, die im Südosten des Sankt-Lorenz-Golfs liegt. Obwohl der Archipel zwar geografisch wesentlich näher bei der Prince Edward Island und Nova Scotia liegt, bildet er einen Teil der Provinz Québec. Dieser Umstand liegt vor allem in der ethnischen Herkunft seiner Einwohner begründet, denn ebenso wie die Bevölkerungsmehrheit der Provinz Québec sind auch die meisten Insulaner französischsprachige Kanadier.
Die Magdalenen-Inseln umfassen ein Gebiet von zirka 206 km² und bestehen aus den neun Hauptinseln Île-du-Havre-Aubert, Île-du-Cap-aux-Meules, Île-du-Havre-aux-Maisons, Île-aux-Loups, Île-Shag, La-Grosse-Île, Île-de-la-Grande-Entrée, Île-Brion und der Île-d'Entrée, sowie aus zahlreichen kleineren Inseln. Die unbewohnte und etwas abseits gelegene Felsinsel Le-Corps-Mort bildet den westlichsten Teil des Archipels. 20 Kilometer abgelegen im Nordosten liegen die Rochers aux Oiseaux.

## Geschichte
Der erste Europäer, der die Inseln nachweislich besuchte, war Jacques Cartier auf seiner ersten Amerika-Expedition im Jahr 1534. Die Besiedelung der Inseln begann jedoch erst nach 1755, als sich Französisch sprechende Akadier auf ihrer Flucht vor britischen Truppen auf der Inselgruppe niederließen. Der Anlass für ihre Flucht war die Deportation der Akadier, mit der die britische Kolonialregierung Nova Scotias beabsichtigte, alle französischstämmigen Einwohner ihres Machtbereiches in andere englische Kolonien zu verbringen. Tatsächlich wurde der größte Teil der akadischen Bevölkerung von dieser Deportationsmaßnahme erfasst, und nur einer Minderheit gelang es, sich der britischen Verfolgung zu entziehen. Einige Flüchtlinge gelangten dabei auf die Magdalenen-Inseln, und da ihre britischen Verfolger im Siebenjährigen Krieg nicht bis auf die Inseln gelangten, konnte ihnen der Archipel zu einem dauerhaften Asyl werden. Die akadische Herkunft der Insulaner ist unvergessen, und viele Madelinots, so ihre französische Bezeichnung, definieren sich neben ihrer Quebecer Identität zugleich auch als Akadier.
Nachdem Frankreich mit dem Frieden von Paris 1763 nahezu ganz Neufrankreich an Großbritannien hatte abtreten müssen, wurden die Magdalenen-Inseln zunächst als Teil der britischen Kolonie Neufundland verwaltet. 1774 wurde die Inselgruppe dann mit dem Quebec Act wieder der damaligen britischen Kolonie Québec zugeordnet. Seither gehören die Magdalenen-Inseln zu diesem Territorium, aus dem sich später schließlich die – geografisch nicht deckungsgleiche – kanadische Provinz Québec herausbildete.
Früher waren die Inseln als Schifffahrtshindernis gefürchtet. Zwischen 500 und 1000 Schiffe strandeten oder verunglückten hier, größtenteils im 18. und 19. Jahrhundert. Nachkommen der damals Überlebenden wohnen noch heute auf den Inseln.

## Bevölkerung
In der kanadischen Volkszählung von 2001 wurde die Inselbevölkerung mit 12.824 Personen ermittelt, gegenüber 13.991 Personen, die noch im Jahr 1991 gezählt wurden. 2005 wurde zwar eine Einwohnerzahl von 13.059 festgestellt, doch dürfte dies verfälscht sein, denn darin waren auch viele Hummerfischer enthalten, die nicht ihren festen Wohnsitz auf den Inseln hatten.
Die große Mehrheit der Insulaner ist französischsprachig, doch gibt es auch eine seit dem 18. Jahrhundert dort ansässige englischsprachige Minderheit, die historisch jedoch nie mehr als etwa 12,5 % der Bevölkerung ausmachte. Im Jahr 2001 waren dies 735 Personen (knapp 6 %). Diese Bevölkerungsgruppe besteht zum Teil aus Nachfahren von über 400 Schiffbrüchigen, die auf der Inselgruppe gestrandet sind.
Eine bekannte Persönlichkeit der Magdalenen-Inseln war der kanadische Transportminister Jean Lapierre (1956–2016), welcher in Bassin geboren wurde und bei einem Flugzeugabsturz im Landeanflug auf die Insel verstarb. Lapierre war mit weiteren Familienmitgliedern auf dem Weg zur Beerdigung seines Vaters.

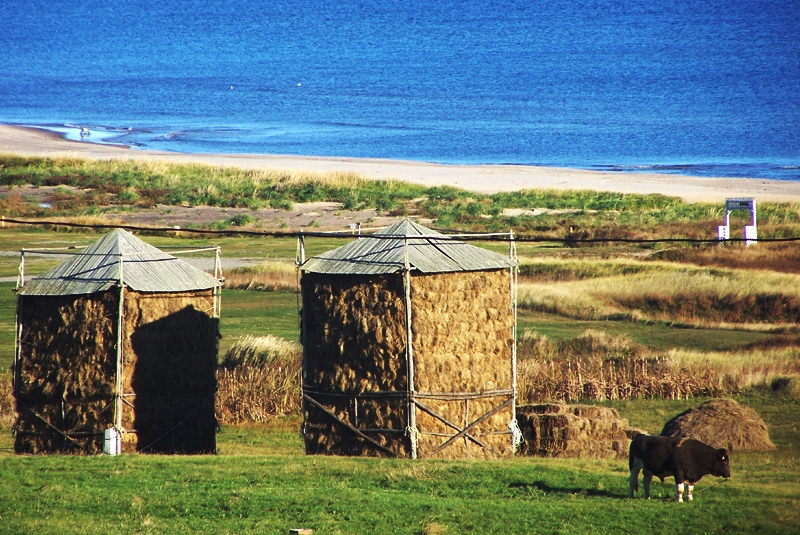
Heustadel (Bassin, Île du Havre Aubert) (2006)

## Wirtschaft

### Tourismus
Der Tourismus ist heute einer der wichtigsten Erwerbszweige auf den Inseln, ebenso wie auf Prince Edward Island, sowie in New Brunswick und in Nova Scotia. Damit tritt der Tourismus an die Stelle der früher sehr bedeutsamen Fischerei, denn die hat aufgrund der durch Überfischung bedingten Dezimierung der Fischbestände stark an Bedeutung verloren.

### Robbenjagd und Fischerei
Ende März beginnt auf den Inseln die jährliche Robbenjagdsaison. Als umstrittene Begründung wird auf den Rückgang der Fischbestände verwiesen. Auf der anderen Seite versuchen die Inseln die Naturschönheiten touristisch zu vermarkten und müssen sich gleichzeitig mit Tierschutzkampagnen auseinandersetzen.

## Verkehr
Zwischen dem Hafen Souris auf der Prinz-Eduard-Insel und dem Ort Cap-aux-Meules auf den Magdalenen-Inseln gibt es einen regelmäßigen Fährverkehr und auf der benachbarten Îles-du-Havre-aux-Maisons befindet sich der Flughafen der Inselgruppe. Mit Ausnahme der Îles-d'Entrée sind alle bewohnten Inseln des Archipels über eine durchgehende Straßenverbindung miteinander verbunden.